# هارالد فينتر
هارالد فينتر (بالألمانية: Harald Winter)‏ هو رسام ألماني، ولد في 5 مارس 1953 في هيرشينغ في ألمانيا.